# Raina Luff
 (février 2025).
Si vous disposez d'ouvrages ou d'articles de référence ou si vous connaissez des sites web de qualité traitant du thème abordé ici, merci de compléter l'article en donnant les références utiles à sa vérifiabilité et en les liant à la section « Notes et références ».
 (janvier 2025).
Raina Luff, née le 13 septembre 1933 à Gênes et morte le 11 décembre 2024, est une juriste et éducatrice ayant joué un rôle important dans l'éducation juridique et la défense des droits humains au Rwanda. Elle est notamment reconnue pour son implication dans la reconstruction du système judiciaire rwandais après le génocide de 1994 et pour la création de l'Ahazaza Independent School.

## Biographie

### Jeunesse et formation
Raina Luff est née à Gênes, en Italie, d’un père bulgare (artiste peintre) et d’une mère italienne, son nom de jeune fille est Stefanoff. Elle a suivi des études en droit en Italie, au Royaume-Uni et en France, se spécialisant dans le droit international et le droit pénal. Elle a gardé le nom de son mari, l’anglais Georges Luff (dont elle a acquis également la nationalité) malgré son divorce. Après avoir vécu à Barcelone avec son mari, ou ils ont eu trois enfants, la famille s'installe en Belgique. Elle a passé son diplôme d’équivalence à l’Ulb et a été avocate au barreau de Bruxelles avant de travailler pour l’Organisation des Nations unies.

### Carrière
En 1995, elle s'est rendue au Rwanda dans le cadre d’une mission des Nations Unies pour contribuer à la reconstruction du système judiciaire du pays. Elle a formé des professionnels du droit et apporté des conseils techniques et juridiques aux responsables gouvernementaux.
En tant qu’enseignante, Raina Luff a donné des cours de droit pénal, d'organisation judiciaire et de sciences politiques à l’Université nationale du Rwanda (actuellement l’Université du Rwanda) et à l’Institut Catholique de Kabgayi (ICK).

### Ahazaza Independent School
En 2006, elle fonde l'Ahazaza Independent School à Muhanga, au Rwanda, dans le but de fournir une éducation de qualité aux enfants de communautés vulnérables. Cette école, l’une des premières accréditées Cambridge dans la région, a offert des bourses à de nombreux élèves.

## Engagement et reconnaissance
Raina Luff a défendu tout au long de sa vie les droits humains et l’accès à une éducation équitable. Elle est souvent décrite comme une figure influente dans la promotion de la justice et de l’éducation au Rwanda. Elle a reçu le Prix Henri La Fontaine 2021.

## Mort
Raina Luff meurt le 11 décembre 2024, à 91 ans, en Belgique.

## Héritage
Son travail en faveur de la justice et de l’éducation a laissé une empreinte durable au Rwanda, et elle est régulièrement citée comme source d’inspiration par ses anciens collègues et étudiants.